# Rakówka (województwo świętokrzyskie)
Rakówka – wieś w Polsce położona w województwie świętokrzyskim, w powiecie kieleckim, w gminie Raków.
W okresie okupacji niemieckiej, 13 czerwca 1943 reżim III Rzeszy dokonał pacyfikacji wsi, w czasie której zamordowanych zostało 12 osób podejrzanych o przynależność do Batalionów Chłopskich. Zabitych upamiętniono pomnikiem.
W latach 1975–1998 miejscowość położona była w województwie kieleckim.

## Części wsi
| SIMC    | Nazwa    | Rodzaj    |
| ------- | -------- | --------- |
| 0265891 | Arkuszów | część wsi |
| 0265900 | Jedlonka | część wsi |
| 0265916 | Kinia    | część wsi |

## Dawne części wsi – obiekty fizjograficzne
W latach 70. XX wieku przyporządkowano i opracowano spis lokalnych części integralnych dla Rakówki zawarty w tabeli 1.

| Nazwa wsi – miasta    | Nazwy części wsi – miasta        | Nazwy obiektów fizjograficznych – charakter obiektu |
| --------------------- | -------------------------------- | --- |
| I. Gromada NIEDŹWIEDŹ |                                  | |
| 1. Rakówka            | 1. Arkuszów 2. Jedlonka 3. Kinia | 1. Arkuszów — pole 2. Brzezinki — krzaki 3. Chaniecki Las — las 4. Dąbrówka — las, gaj 5. Fiszerka — pole 6. Jedlonka — pole, las 7. Kinia — pole 8. Malkowski Las — las 9. Pod Lasem — pole 10. Smug — łąka leśna |